# Sagen Maddalena
Sagen Maddalena (n. 16 august 1993, Woodland⁠(d), California, SUA) este o trăgătoare de tir ce a reprezentat Statele Unite ale Americii, medaliată olimpică. A participat la 2 ediții ale Jocurilor Olimpice (2020, 2024) în care a câștigat 1 medalie de argint.